# Kvaglund Sogn
Kvaglund Sogn er et sogn i Skads Provsti (Ribe Stift).
Kvaglund sogns nuværende præst er Jakob Wilms Nielsen
Kvaglund Kirke i Esbjerg blev opført i 1985, og i 1977 var Kvaglund Sogn udskilt fra Jerne Sogn, der havde hørt til Skast Herred i Ribe Amt og lå i Esbjerg købstad, som ved kommunalreformen i 1970 blev kernen i Esbjerg Kommune.
I Kvaglund Sogn findes følgende autoriserede stednavne:
- Spangsbjerg Station (station)
- Hedelundgårdparken (bebyggelse, ejerlav)
- Kvaglund (bebyggelse, ejerlav)
- Tovrup (bebyggelse)